# Matthew Alan
Matthew Alan (Evansville, 17 giugno 1978) è un attore statunitense.

## Biografia

### Vita privata
Nell'agosto 2019 si è sposato con la collega Camilla Luddington, da cui ha avuto una figlia (Hayden nel 2017) e un figlio (Lucas nel 2020).

## Filmografia

### Cinema
- Trust Fund, regia di Sandra L. Martin (2016)

### Televisione
- Veronica Mars - serie TV, episodio 3x20 (2007)
- Big Shots - serie TV, episodio 1x08 (2007)
- Lost - serie TV, 2 episodi (2009)
- Cold Case - Delitti irrisolti (Cold Case) - serie TV, episodio 6x14 (2009)
- Sons of Anarchy - serie TV, 2 episodi (2010)
- CSI: Miami - serie TV, episodio 9x07 (2010)
- Bones - serie TV, episodio 6x22 (2010)
- NCIS - Unità anticrimine (NCIS) - serie TV, episodio 9x03 (2011)
- Rizzoli & Isles - serie TV, episodio 2x01 (2011)
- Criminal Minds - serie TV, episodio 7x12 (2012)
- Castle - serie TV, episodio 4x18 (2012)
- Modern Family - serie TV, episodio 4x02 (2012)
- L'altra madre (The Surrogate), regia di Doug Campbell - film TV (2013)
- Murder in the First - serie TV, 3 episodi (2014)
- The Mentalist - serie TV, episodio 7x08 (2015)
- NCIS: New Orleans - serie TV, episodio 2x19 (2016)
- Major Crimes - serie TV, episodio 5x03 (2016)
- Tredici (13 Reasons Why) - serie TV, 10 episodi (2017-2019)
- Lethal Weapon - serie TV, episodio 1x14 (2017)
- Grey's Anatomy – serie TV, episodio 13x22 (2017)
- Snowfall - serie TV, 19 episodi (2019-2023)
- Timeless - serie TV, episodio 2x08 (2018)
- Castle Rock - serie TV, 10 episodi (2019)
- Dahmer - Mostro: la storia di Jeffrey Dahmer (Dahmer - Monster: The Jeffrey Dahmer Story) – serie TV, 3 episodi (2022)
- 9-1-1: Lone Star - serie TV, episodio 3x05 (2022)
- S.W.A.T. - serie TV, episodio 5x17 (2022)
- The Rookie - serie TV, episodio 5x09 (2022)
- The Good Doctor - serie TV, episodio 6x21 (2023)
- Presunto innocente (Presumed Innocent) - serie TV, 6 episodi (2024)
- Chicago P.D. - serie TV, episodio 11x02 (2024)
- Found - serie TV, episodio 2x03 (2024)
- FBI: Most Wanted - serie TV, episodio 6x04 (2024)
- NCIS: Origins - serie TV, episodio 1x14 (2024)

## Doppiatori italiani
Nelle versioni in italiano delle opere in cui ha recitato, Matthew Alan è stato doppiato da:
- Andrea Mete in Lost
- Francesco De Francesco in NCIS - Unità anticrimine
- Fabrizio De Flaviis in Rizzoli & Isles
- Diego Baldoin ne L'altra madre
- Alessandro Quarta in Criminal Minds
- Massimo Triggiani in The Mentalist
- Alessandro Budroni in NCIS: New Orleans
- Luca Mannocci in Major Crimes
- Leonardo Graziano in Grey's Anatomy
- Omar Maestroni in Tredici
- Alessandro Rigotti in Snowfall (ep. 2x08)
- Marco Baroni in Snowfall (st. 3)
- Francesco Bulckaen in Snowfall (st. 4-5)
- Edoardo Stoppacciaro in S.W.A.T.
- David Chevalier in Found
- Michele Botrugno in Dahmer - Mostro: la storia di Jeffrey Dahmer
- Ruggero Andreozzi in The Good Doctor
- Gianluca Cortesi in FBI: Most Wanted